# Marasmiellus ramealis
Espèce
Marasmiellus ramealis est une espèce de champignons de l'ordre des Agaricales.

## Description
Ce sont de petits champignons grégaires, blancs à blanc crème qui poussent sur des bois morts. Le chapeau ovoïde à l'état jeune s'étale rapidement pour devenir légèrement ombiliqué à maturité, son diamètre est compris entre 0,5 et 1,5 cm.